# Internacia Televido
Internacia Televido (ITV) was het eerste televisiekanaal in de internationale taal Esperanto. Het kanaal zond uit via het internet.
Het project ITV werd gelanceerd in 2003 door Flavio Rebelo van de portaalwebsite Ĝangalo. In februari en maart van 2004 reisde hij door Europa om het project te promoten onder Europese Esperantosprekers. Het kanaal zond programma's uit in het Esperanto, zoals films, documentaires en Esperantocursussen.
Dankzij de reeds bestaande structuur van het portaal Ĝangalo, met hoofdredactie in Brazilië en correspondenten in meer dan twintig landen, waaronder voornamelijk Duitsland, Argentinië, de Verenigde Staten, Rusland, Iran, Nieuw-Zeeland, China en Nigeria, werd de administratie van Internacia Televido ondersteund voor het succes van het televisiekanaal.
Op 5 november 2005 is Internacia Televido gestart met uitzenden. In januari 2006 werd de uitzendkwaliteit verdubbeld.
Internacia Televido werkte onder andere samen met de Poolse Nationale Televisie.